# 圣埃斯科比耶
圣埃斯科比耶（法語：Saint-Escobille，法語發音：[sɛ̃.t‿ɛskɔbij] ⓘ）是法国法蘭西島大區埃松省的一个市镇，位于该省西南部，属于埃唐普区。

## 地理
圣埃斯科比耶（48°25'47"N, 1°57'56"E）面积12 平方千米，位于法国法蘭西島大區埃松省，该省份为法国北部内陆省份，北起上塞纳省和马恩河谷省，西接厄尔-卢瓦省和伊夫林省，南至卢瓦雷省，东临塞纳-马恩省。
与圣埃斯科比耶接壤的市镇（或旧市镇、城区）包括：欧通拉普莱讷、博斯地区加朗西耶尔、瓦松维尔、桑维尔、梅罗贝尔、普莱西圣伯努瓦。

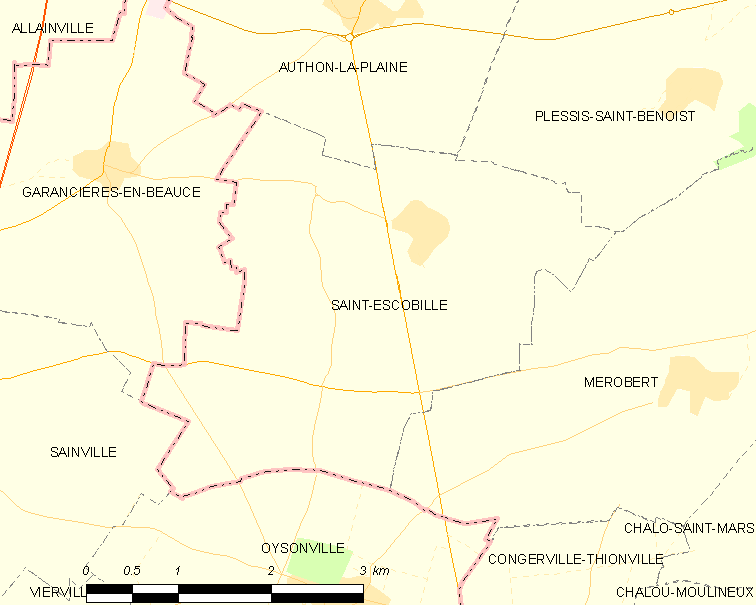
圣埃斯科比耶的OSM定位图

圣埃斯科比耶的时区为UTC+01:00、UTC+02:00（夏令时）。

## 行政
圣埃斯科比耶的邮政编码为91410，INSEE市镇编码为91547。

## 政治
圣埃斯科比耶所属的省级选区为埃唐普县。

## 人口

1962-2008年间圣埃斯科比耶人口变化图示

圣埃斯科比耶于2022年1月1日时的人口数量为465人。